# Горка (Ботовское сельское поселение)
Горка — деревня в Осташковском городском округе Тверской области.

## География
Находится в западной части Тверской области на расстоянии приблизительно 13 км на запад по прямой от города Осташков на северном берегу озера Сабро.

## История
Деревня была показана ещё на карте 1825 года. В 1859 году здесь (деревня Осташковского уезда) было учтено 7 дворов, в 1939 — 22. До 2017 года входила в Ботовское сельское поселение Осташковского района до их упразднения.

## Население
Численность населения: 71 человек (1859 год), 3 (русские 100 %) 2002 году, 1 в 2010.